# Eat the Worm
Eat the Worm (с англ. — «Съесть червяка») — пятый студийный альбом американского музыканта и продюсера Джонатана Уилсона, выпущенный 8 сентября 2023 года на BMG Rights Management. На альбом повлияло творчество британского рок-музыканта Джима Пемброка (1946—2021) из группы Wigwam. Альбом получил положительные отзывы критиков.

## Отзывы
| Совокупная оценка   | Совокупная оценка |
| Источник            | Оценка            |
| ------------------- | ----------------- |
| Metacritic          | 79/100            |
| Оценки критиков     |                   |
| Источник            | Оценка            |
| AllMusic            | [ 1 ]             |
| American Songwriter | [ 3 ]             |
| Classic Rock        | [ 4 ]             |
| Mojo                | [ 5 ]             |
| Uncut               | 7/10              |

Альбом Eat the Worm получил положительные отзывы критиков. Он получил 79 баллов из 100 на агрегаторе рецензий Metacritic на основе пяти отзывов критиков, что свидетельствует о «в целом благоприятном» приёме. Classic Rock назвал его скромным шедевром", Mojo отметил, что «стилистические пасхальные яйца смущают и восхищают», а Uncut назвал его «странным, но странно замечательным».
Том Джурек из AllMusic назвал альбом «показательным выступлением музыканта, стремящегося освободиться от уже известных ему вещей» и написал, что «создаётся впечатление, что Гарри Нильссон и Рэнди Ньюман пишут, записывают и сильно пьют в поздней ночной студийной сессии. Тексты объёмны и обрамлены зацикленным, экспансивным продакшном». Хэл Хоровиц из American Songwriter резюмировал Eat the Worm как «растянутый, 12-песенный, 51-минутный опус, который, по крайней мере, иногда будет испытывать самого непредубеждённого слушателя», а также сравнил «непринуждённый голос» Уилсона с голосом Нильссона.

## Список композиций
| №                   | Название              | Длительность |
| ------------------- | --------------------- | ------------ |
| 1.                  | «Marzipan»            | 5:15         |
| 2.                  | «Bonamossa»           | 4:27         |
| 3.                  | «Ol' Father Time»     | 3:36         |
| 4.                  | «Hollywood Vape»      | 2:46         |
| 5.                  | «The Village Is Dead» | 2:52         |
| 6.                  | «Wim Hof»             | 3:23         |
| 7.                  | «Lo and Behold»       | 3:11         |
| 8.                  | «Charlie Parker»      | 6:13         |
| 9.                  | «Hey Love»            | 2:53         |
| 10.                 | «B.F.F.»              | 5:19         |
| 11.                 | «East LA»             | 5:05         |
| 12.                 | «Ridin' in a Jag»     | 5:08         |
| Общая длительность: | Общая длительность:   | 50:08        |

## Чарты
| Чарт (2023)                                  | Высшая позиция |
| -------------------------------------------- | -------------- |
| Шотландия (Scottish Albums Chart)            | 96             |
| Великобритания (UK Independent Albums Chart) | 24             |